# Verrie
Verrie település Franciaországban, Maine-et-Loire megyében. Lakosainak száma 459 fő (2022. január 1.). Verrie Dénezé-sous-Doué, Rou-Marson, Saumur, Les Ulmes, Doué-en-Anjou és Gennes-Val-de-Loire községekkel határos.

## Népesség
A település népessége az elmúlt években az alábbi módon változott:
| Lakosok száma | 211  | 319  | 369  | 416  | 454  | 470  | 480  | 480  | 473  | 459  |
|               | 1968 | 1982 | 1990 | 2006 | 2013 | 2015 | 2017 | 2019 | 2020 | 2022 |